# ستریتشیتسه
ستریتشیتسه (به چکی: Strýčice) یک منطقهٔ مسکونی در جمهوری چک است که در شهرستان چسکه بودیوویتسه واقع شده‌است. ستریتشیتسه ۱٫۷۰ کیلومتر مربع مساحت و ۵۲ نفر جمعیت دارد و ۴۲۳ متر بالاتر از سطح دریا واقع شده‌است.